# Phoradendron dolichocarpum
Phoradendron dolichocarpum là một loài thực vật có hoa trong họ Santalaceae. Loài này được Kuijt miêu tả khoa học đầu tiên năm 1990.